# 212631 Hsinchu
212631 Hsinchu è un asteroide della fascia principale. Scoperto nel 2006, presenta un'orbita caratterizzata da un semiasse maggiore pari a 3,0711380 UA e da un'eccentricità di 0,0580433, inclinata di 9,11838° rispetto all'eclittica.